# Torricella in Sabina
Torricella in Sabina är en ort och kommun i provinsen Rieti i regionen Lazio i Italien. Kommunen hade 1 339 invånare (2018).